# 沃尔夫勒姆研究公司
沃尔夫勒姆研究公司（英語：Wolfram Research, Inc.）是当今世界科技计算软件的主要开发商之一。公司由科学家史蒂芬·沃尔夫勒姆创建。史蒂芬·沃尔夫勒姆也是公司的创建者和首席执行官，多年来致力于公司的技术研发，并亲自指导公司核心产品的功能设计.
沃尔夫勒姆研究公司的旗舰产品是发布于1988年6月23日的科技计算软件Mathematica。
其他产品包括 Wolfram Workbench、gridMathematica、Wolfram Finance Platform、Mathematica Link for Excel、webMathematica和Wolfram SystemModeler。
2009年5月16日，沃尔夫勒姆公司正式推出了Wolfram Alpha。这款知识问答型搜索引擎引入了一种全新的知识生成和认知技术，除了使用文本的语义索引，还囊括了海量的精选可计算数据。
Wolfram Research在2011年3月30日收购了MathCore Engineering AB。
2011年7月21日Wolfram Research发布了可计算文档格式即 Computable Document Format（CDF）。CDF 是一种电子文档格式，用于编辑和创作具有动态生成功能的互动内容。
2014年6月，Wolfram Research 正式以一种全新的多模态语言推出Wolfram语言，这是一种主要用于Mathematica中的编程语言。
2020年4月15日，Wolfram Research 在 COVID-19 大流行期間收到美國政府小型企業管理局的薪資保障計劃 5,575,000 美元，以幫助支付其員工的薪資。該筆貸款已被免除。
其他产品包括Wolfram SystemModeler，Wolfram Workbench, gridMathematica, Wolfram Finance Platform,webMathematica, the Wolfram Development Platform, and the Wolfram Programming Lab.
Wolfram Research为美国CBS电视系列节目Numb3rs提供数学咨询服务（该节目讨论犯罪案件的数学相关内容）。

## 出版刊物
- Wolfram Research 构建了一些数学和其他科学科目的免费网站，包括 MathWorld 和 ScienceWorld （页面存档备份，存于） 百科。
- 对于初次接触到 Wolfram 语言的用户，史蒂芬·沃尔夫勒姆近期撰写了 Wolfram语言入门 （页面存档备份，存于）英文版可免费在线供学习者阅读，并且《Wolfram 语言入门》中文版也已上市。
- 《Mathematica 和 Wolfram 语言面向数学学习的快速入门指南》 （页面存档备份，存于）：该教程来学习怎样使用 Wolfram 语言求解数学问题. 从基本算术到积分，Wolfram 语言覆盖了高中、大学以及更高层次的范围广泛的数学知识. 本教程致力于快速提升各种程度的学生使用 Wolfram 语言进行数学计算、绘图和演示的能力.
- 《Wolfram 语言快速编程入门》 （页面存档备份，存于）：只需花几分钟学习该教程，用户就可以快速了解 Wolfram 语言的基础. 5000个精心集成的内置函数提供了丰富的计算和知识！Wolfram 语言内容极其广泛，所要学习的内容甚多！通过学习该教程用户可阅读和理解几乎所有 Wolfram 语言代码，并开始自己使用 Wolfram 语言进行编程.
- Wolfram 演示项目是由免费的 Mathematica Player runtime 驱动的协作型互动技术演示产品。
- 沃尔夫勒姆研究公司出版 Mathematica 期刊，并且也通过 Wolfram Media 出版了一些相关的书籍和参考文献。[12]
- 沃尔夫勒姆研究公司在2003年、2006年和2007年分别在美国的波士顿、华盛顿特区和伯灵顿主办了三场 Wolfram 科学大会。在2005年和2008年在印第安纳大学组织了另外两场独立的 NKS 中西部大会。另外在海外也多次主办过一种新科学相关的实践演习会，比如2009年在意大利主办了 JOUAL (Just One Universal Algorithm)大会。
- Wolfram 技术大会每年在伊利诺伊州的沃尔夫勒姆研究公司香槟总部举办 。[13]在为期三天的大会中，开发人员讨论 Wolfram 技术在移动设备、云计算、互动部署方面的最新进展。
- Wolfram Data Summit 是每年 Wolfram Research 举办的数据科学领域创新人物的高层聚会.[14]
- 该公司的专家和技术人员正在测试使用电子教科书。[15]